# Język khandesi

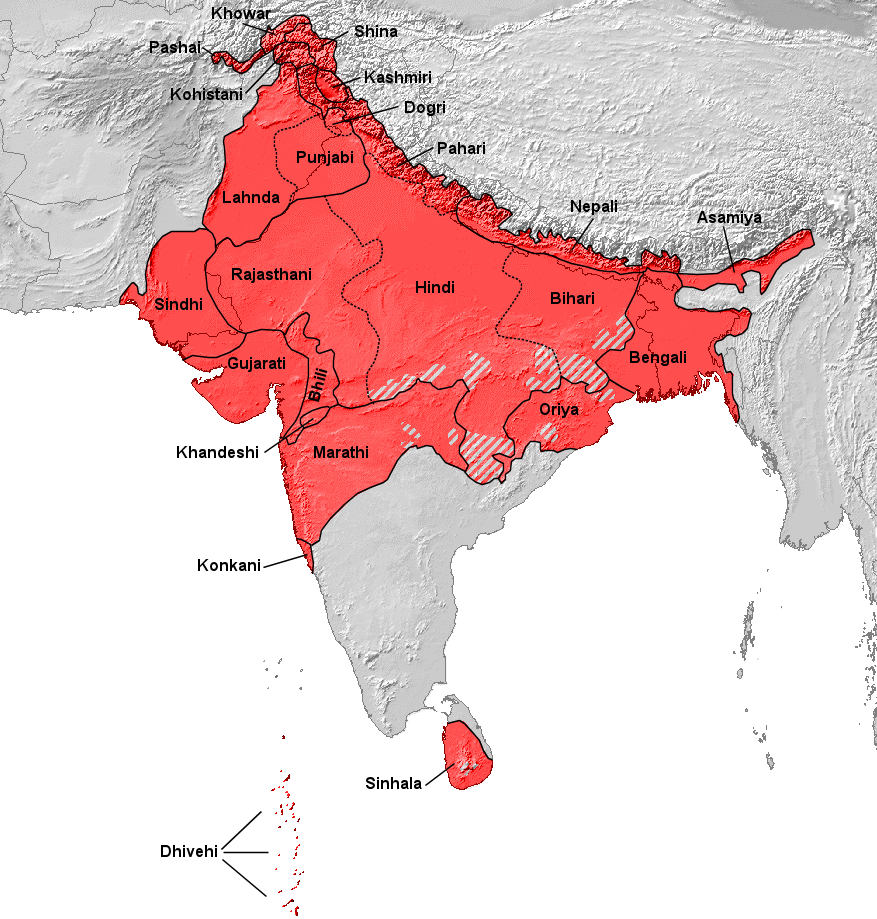
Lokalizacja języka khandesi

Język khandesi – język indoaryjski używany przez 1,5 mln osób na pograniczu indyjskich stanów Maharasztra i Gudżarat. Niekiedy wlicza się do języka khandesi blisko spokrewnione języki ahirani oraz dhanki.